# 兰伯特二世
兰伯特二世（Lambert II, Count of Lens，1054年—）是一位法国贵族。 他出生于1030年左右，1054年去世时年约24岁。 他是布洛涅伯爵尤斯塔斯一世和鲁汶伯爵莫德（鲁汶兰伯特一世的女儿）的儿子。